# Oriane Amalric
Pour les articles homonymes, voir Amalric.
Oriane Amalric, née le 11 octobre 1990 à Albi (Tarn), est une ancienne joueuse française de volley-ball du poste de passeuse, professionnelle de 2008 à 2020.

## Biographie

### Carrière

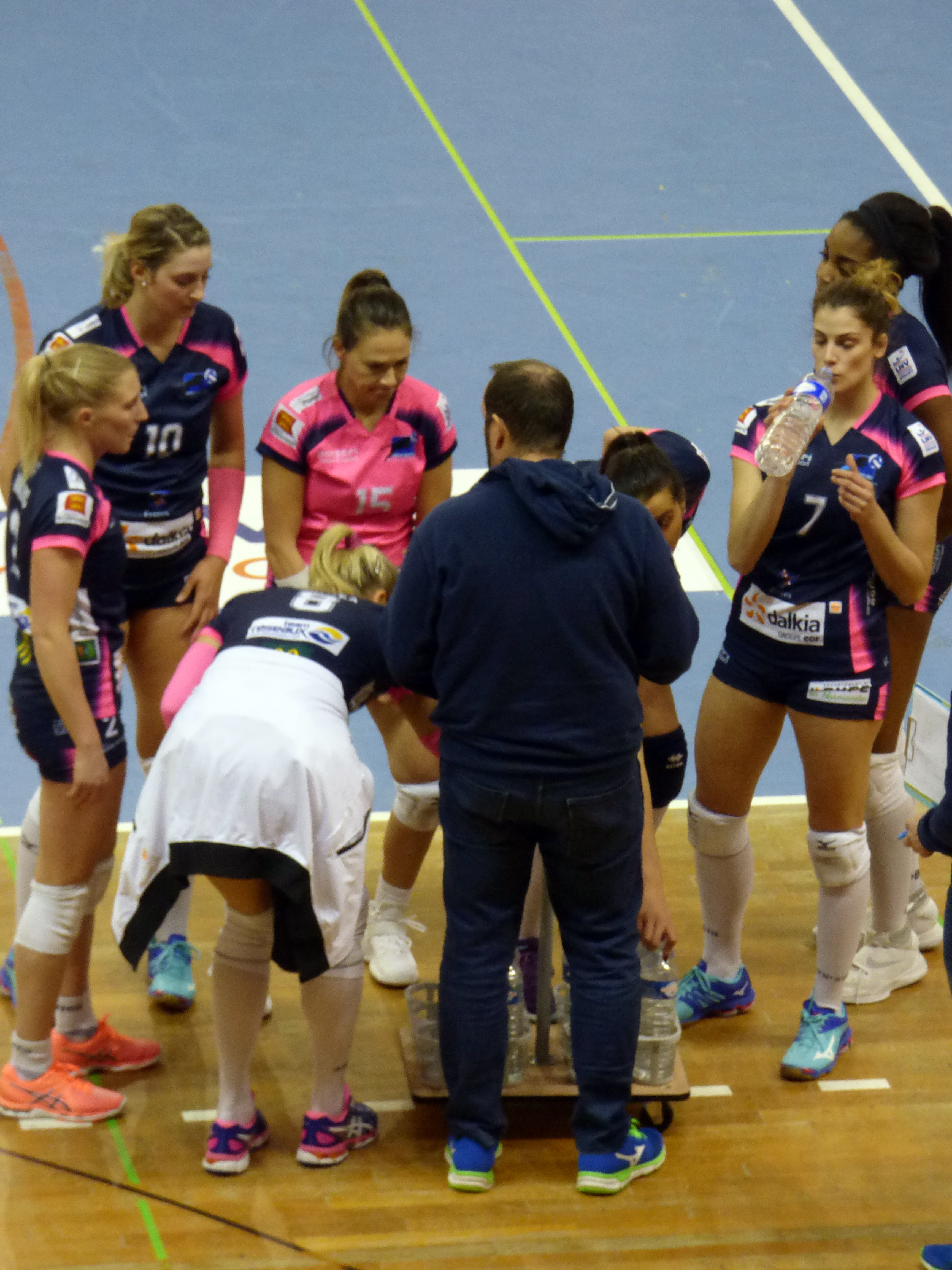
Évreux VB 2016-2017 (n°2, à gauche).

Originaire de Cadalen, petit village du Tarn, elle commence la pratique du volley-ball dès l'âge de 4 ans au sein du club local tenu par ses parents. Elle effectue la saison 2007-2008 en Nationale 3 avec l'US Cadalenoise VB.
Après un passage par le Pôle Espoirs de Bordeaux, sa carrière professionnelle débute lors de la saison 2008-2009 sous les couleurs d'Albi. Avec l'équipe de sa région, elle est finaliste du Championnat de France de Division Excellence 2011-2012, battue par l'Union Stade français Paris. Cette performance permettant au club d'assurer sa place dans l'élite pour l'exercice 2012-2013.   
Après sept années avec Albi, elle rejoint l'équipe d'Évreux lors de l'intersaison 2015. Entraînée par Olivier Lardier, elle est finaliste du Championnat de France Élite 2016 face à Quimper, permettant l'accession du club à la Ligue AF.
En 2018, elle est recrutée par la formation de DEF de Bordeaux-Mérignac dont elle devient la capitaine. Après une dernière saison (2019-2020) marquée par la pandémie de Covid-19, elle annonce mettre un terme à sa carrière de sportive.

### Équipe nationale française
Avec l'équipe de France des moins de 18 ans, elle participe au Championnat d'Europe 2007 où la sélection termine à la 8e place.
En juillet 2016, elle est appelée pour la première fois en équipe de France A par la sélectionneure Magali Magail, en vue de la phase qualificative comptant pour le Championnat d'Europe 2017.
En 2017, elle est rappelée par le sélectionneur Félix André et participe à la Ligue européenne, au Grand Prix mondial ainsi qu'à l'Universiade d'été.
En 2018, elle prend part à la Ligue européenne et aux Jeux méditerranéens.

## Clubs
- Albi Volley-Ball (2008–2015)
- Évreux Volley-ball (2015–2018)
- Bordeaux-Mérignac (2018–2020)

## Palmarès
- Championnat de France Élite : 
  - Finaliste en 2012 et 2016.